# Протомер
Протомер в биологии — структурная единица олигомерных белков. Является наименьшей единицей, состоящей из по меньшей мере двух различных белковых цепей, которые образуют более крупный гетеро олигомер в результате объединения двух или более копий этой единицы. Термин был введен Четвериным , чтобы сделать однозначную номенклатуру в ферменте Na / K-Ат Фазой. Этот фермент состоит из двух субъединиц: большой каталитической α-субъединицы и меньшей гликопротеиновой β-субъединицы (плюс протеолипид, называемый γ-субъединицей). Тогда было неясно, как они взаимодействуют друг с другом и в каких последовательностях они расположены. Кроме того, когда люди говорили о димере, они имели в виду αβ или (αβ)2? Четверин предложил назвать αβ протомером, а (αβ) 2 — дипротомером.
Протомеры обычно располагаются в циклической симметрии, чтобы сформировать замкнутую групповую симметрию

## Примеры
Гемоглобин представляет собой гетеротетрамер, состоящий из четырех субъединиц (две α и две β). Однако структурно и функционально гемоглобин лучше описывается как (αβ)2, поэтому можно назвать его димером двух αβ-протомеров, то есть дипротомером.
Аспартат-карбамоил трансфераза состоит из субъединицы α6β6. Шесть αβ-протомеров расположены в D3 симметрии.